# Джерело б/н (Верхнє)
Джерело б/н — гідрологічна пам'ятка природи місцевого значення. Об'єкт розташований на території Рахівського району Закарпатської області, с. Верхнє Водяне.
Площа — 0,3 га, статус отриманий у 1984 році.